# GS01
DELL Streak Pro GS01（デル ストリーク プロ ジーエスゼロイチ）は、デルが開発しイー・モバイルが販売するAndroid搭載スマートフォンである。

## 概要
デルとしては初となるイー・モバイル（現・ソフトバンク Y!mobileブランド）向けの端末で、基本的にはソフトバンクモバイル向けに発売されているSoftBank 101DLと同じ性能である。
イー・モバイル向けの独自機能としてPocket WiFiによるテザリングに対応している。
イー・モバイルの端末では初めてmicroSIMサイズのUIMカード(EM chip)を採用している（2013年7月現在、唯一の端末）。
また、日本で発売される端末としては珍しく、AWSバンドでの利用も可能。SIMフリー端末であるため、ソフトバンクモバイルのUIMカードを利用した場合、2012年7月25日以降はプラチナバンドの利用もできる。ただし、850MHz帯に非対応であるため、AT&Tモビリティのエリアや中南米の一部では、3Gでの利用ができない。このため、850MHz帯(Bands 5)に包括される、ドコモのFOMAプラスエリア(Bands 6)のみのエリアでも利用は不可。
電池パックの交換は不可で、有償の預かり修理の扱いとなる。
なお、ソフトバンク4G/LTEサービスの拡充に伴うネットワーク改編に伴い、本端末の使用する3Gサービス帯域が2018年1月末をもって停波するため、これ以降はY!mobileにおける利用ができなくなる旨のアナウンスがあった。

## 歴史
- 2011年2月22日 - イー・モバイルより発表。
- 2012年3月8日 - 発売開始。